# John Frankenstein
John Peter Frankenstein, Taufname Johann Peter Tracht (* 19. Dezember 1817 in Worfelden, Provinz Starkenburg, Großherzogtum Hessen; † 16. April 1881 in New York City), war ein deutschamerikanischer Historien-, Porträt-, Genre- und Landschaftsmaler sowie Bildhauer.

## Leben
John Frankenstein war der älteste Sohn des lutherischen Kantors, Privatlehrers und späteren Möbelschreiners Johannes Tracht (auch Drach, 1789–1842) und dessen Ehefrau Anna Katharina, geborene Vollhard (auch Vollhart, 1792–1871). John hatte zwei Schwestern und drei Brüder: den Landschaftsmaler Godfrey Frankenstein, Marie Frankenstein, die als Landschafts- und Blumenmalerin, Bildhauerin und Lehrerin wirkte, den Landschafts- und Porträtmaler und Journalisten George Frankenstein sowie Gustavus Frankenstein, der Landschaftsmaler, Mathematiker und Zeichenlehrer werden sollte, schließlich Eliza Frankenstein, welche ebenfalls als Landschaftsmalerin hervortrat.
In der deutschen Heimat hatte Johns Vater in der Zeit der Demagogenverfolgung seine Stelle als Kantor und seine Zulassung als Privatlehrer verloren, nachdem bekannt geworden war, dass er mit dem in die Schweiz emigrierten Burschenschafter Adolf Ludwig Follen korrespondiert hatte. So der Existenzgrundlage beraubt hatte sich der Vater entschlossen, mit seiner Familie in die Vereinigten Staaten auszuwandern. Die Familie kam 1831/1832 nach Cincinnati, Ohio, wo sie aus Gründen der schlecht klingenden englischen Aussprache ihres Familiennamens Tracht (Drach) ihn in Frankenstein änderte, möglicherweise nach der Burg Frankenstein bei Darmstadt, in deren Nähe der Vater geboren worden war. Auch die Namen der Kinder wurden anglisiert.
Eine allgemeine Ausbildung erhielt John von seinem Vater und seiner gebildeten Mutter. Die englische Sprache erlernte er in einer öffentlichen Schule in Cincinnati. Gefördert von seinen Eltern eignete er sich das Malen und Zeichnen an, insbesondere Fähigkeiten in der Porträtmalerei. Täglich durfte er in Künstlerateliers verkehren, etwa in den Werkstätten der Bildhauer und Maler Frederick Eckstein und Frederick Franks. Nachdem er eine Weile als Schildermaler gearbeitet und sich als Graveur versucht hatte, eröffnete Frankenstein 1836 in Cincinnati ein Atelier als Bildnismaler. Im Zeitraum von 1838 und 1843 hielt er sich in Boston, Albany (New York), Philadelphia und New York City auf, wo er seine Bildnisse in der Artists’ Fund Society ausstellte sowie Porträts, Landschaften und mindestens eine Skulptur schuf, welche er in der Cincinnati Academy of Fine Arts und in der Society for the Promotion of Useful Knowledge 1841 und 1842 ausstellen ließ. In Philadelphia teilte er sich ein Atelier mit dem Maler Joseph Kyle. 1839 ließen sich der New Yorker Gouverneur William H. Seward und seine Gattin von Frankenstein porträtieren. Als er in ihrem Hause in Auburn weilte und mit der Bildhauerei begonnen hatte, schuf er auch Büsten von ihnen. In den 1840er Jahren kehrte er nach Cincinnati zurück und präsentierte dort die damals vielbeachteten Gemälde Christ Mocked in the Praetorium und Isaiah and the Infant Savior. Danach arbeitete er an verschiedenen Orten der Ostküste und in Kanada, ehe er Ende der 1840er Jahre erneut nach Cincinnati zurückkehrte.

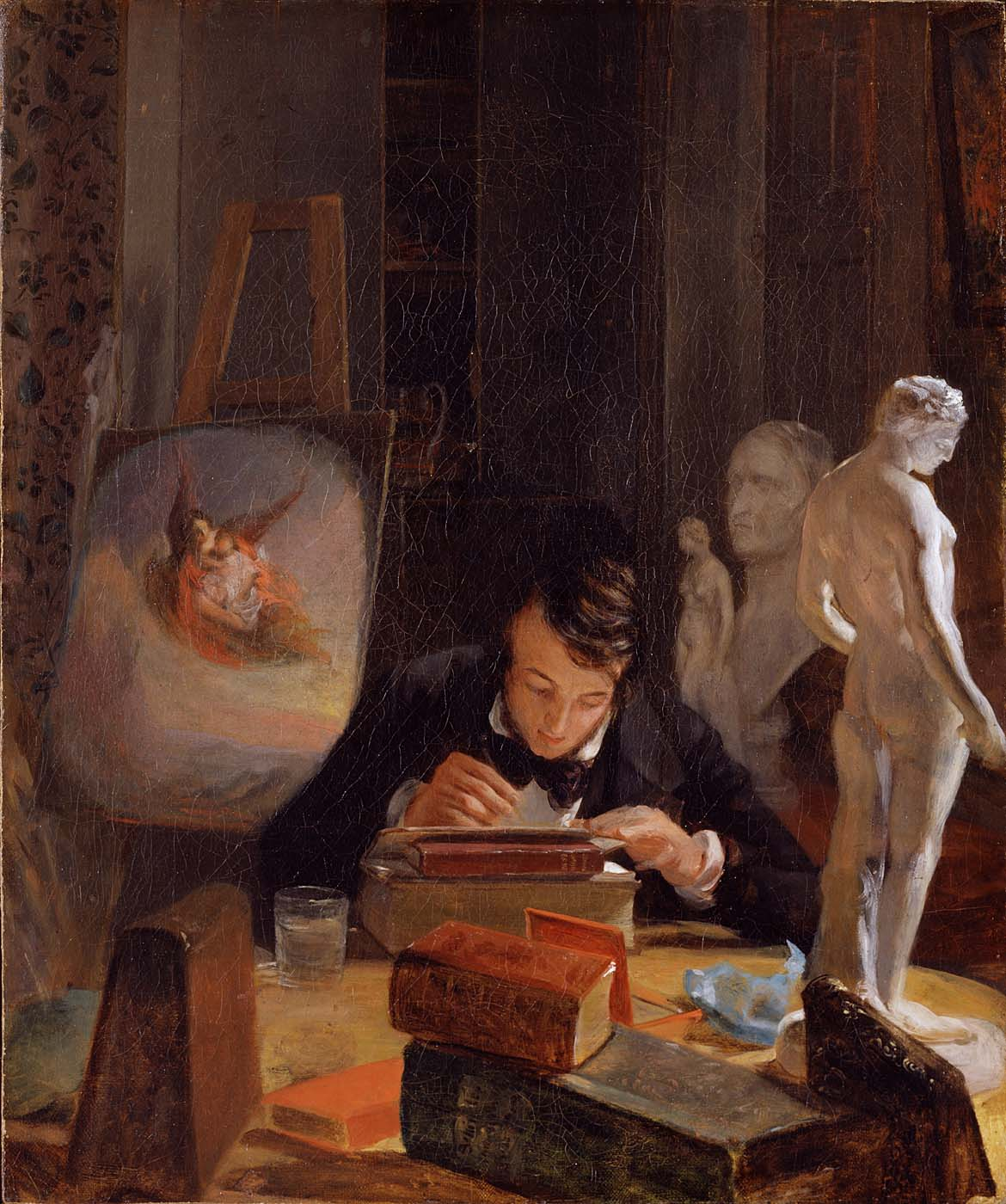
Bildnis des Bruders Godfrey Frankenstein, um 1840

Am 28. Oktober 1848 heiratete er Laura Mather Brown, die Tochter des Porträtmalers Jim Brown. Das Paar zog nach Springfield (Ohio), wo die Familie Frankenstein ein Grundstück mit Haus gekauft hatte. Dort malte er Flusslandschaften und Genrestücke, die er in der Western Art-Union und in Kunsthandlungen in Cincinnati ausstellte. Als sich die Opernsängerin Jenny Lind 1849 Cincinnati besuchte, malte er ihr Bildnis. 1851 bereiste er zu Landschaftsstudien das Tal des Cuyahoga River, 1853 besuchte er Louisville (Ohio) und Washington, D.C. Um 1854 kehrte er nach Cincinnati zurück, wo er mit seinem Bruder Godfrey ein Atelier teilte und sich eine Weile mit mäßigem Erfolg im Kupfer- und Stahlstich versuchte, etwa in drei Serien der Niagarafälle seines Bruders Godfrey.
Seine Ehe, die bereits unter seiner zunehmenden Misanthropie gelitten hatte, wurde 1859 geschieden. Für den Rest seines Lebens begann er, sich über das lokale und nationale Kunst-Establishment zu beschweren, über Ungerechtigkeiten der privaten und öffentlichen Kunstförderung und über den Wandel in der Kunst. Insbesondere beklagte er Widrigkeiten, die ihm in einer lieblosen und materialistischen Umwelt widerfahren seien. Sein Groll gipfelte schließlich in einer 112-seitigen Schmährede, die er als Versdichtung im März 1864 vollendet hatte und im August desselben Jahres auf eigene Kosten publizierte: American Art: Its Awful Altitude. A Satire. Als Autor dieses Pamphlets, das den gesamten Kunstbetrieb Cincinnatis beschuldigte, nahezu alle Mäzene der Stadt und viele Künstlerkollegen, darunter Thomas Buchanan Read, Hiram Powers, Frederick Eckstein und Robert S. Duncanson, wurde er weitgehend ignoriert. Sein Biograf William Coyle beschrieb seine damalige Lage als „ironische Situation eines Kindes, das einen Tobsuchtsanfall aufführt, während niemand es beachtet“.
Im November 1864 zog er nach New York City. Dort verfasste er Gedichte politisch-satirischen Inhalts und Artikel, in denen er die Kunstkritik angriff. Seine Beiträge wurden von der Presse ignoriert. Als er starb, war er mit einer Büste des Offiziers, Rechtsanwalts und Privatsekretärs Reuben D. Mussey Jr. (1833–1892) beschäftigt, die später auf der Spring Grove Cemetery in Cincinnati aufgestellt werden sollte. Er beendete sein Leben in East New York, dem östlichen Rand Brooklyns, so unbeachtet, vereinsamt und verelendet, dass die New York Times die Nachricht zu seinem Tod mit der Zeile Miserable End of John Frankenstein, the Artist betitelte. John Frankenstein wurde auf der Evergreen Cemetery in Brooklyn bestattet.